# Anna Camaiti Hostert
Anna Camaiti Hostert (nascida em 19 de julho de 1949, em Florença, Itália) é uma filósofa ítalo-americana e estudiosa dos Estudos Visuais. Ela vive e trabalha entre a Itália e os Estados Unidos.

## Biografia
Formou-se em Filosofia na Universidade de Pisa (Itália) defendendo uma dissertação com o filósofo Nicola Badaloni. Em seguida, recebeu um PhD em Literatura e Cinema pela Universidade de Chicago. Lecionou na Loyola University of Chicago, na University of Illinois, Chicago, e na Universidade de Roma "La Sapienza" (Itália). Foi professora visitante na Universidade do Sul da Califórnia (USC) em Los Angeles e no campus de Florence da Tisch School of Cinema da Universidade de Nova Iorque (NYU). Ela também foi Distinguished Visiting Professor na Universidade Atlântica da Flórida (FAU) em Boca Raton. Ela foi Reitora Associada Interina no campus da Universidade Loyola em Roma.
Em 1999 fundou junto com o filósofo Mario Perniola a revista Agalma: Revista de Estudos Estéticos e Culturais de cujo comitê editorial ainda é membra.
Desde 1986, ela faz parte da Ordem dos Jornalistas da Itália e, por vários anos, adida de imprensa do governador da região da Toscana. Mais tarde, ela teve um programa de TV sobre cinema no canal RaiSat intitulado Metix do título de um de seus livros. Já foi convidada de inúmeros Festivais de Cinema na Itália e de diversos programas culturais de TV e rádio. Colaborou com a realizadora Fiorella Infascelli no filme Italiani apresentado no Festival de Cinema de Veneza em 1998.
Ela escreveu para o jornal Il Manifesto.
Em 2013, co-fundou com Nicola Fano, Gloria Piccioni e Gabriella Mecucci o jornal cultural online Succedeoggi, do qual é colunista. Ela realiza conferências e seminários em várias instituições italianas e estrangeiras. Nos últimos anos, tem combinado a sua atividade teórica e jornalística com a atividade literária e roteirista.

## Pensamento

### História da filosofia e da política
O período inicial da pesquisa de Camaiti Hostert se concentrou na história da filosofia política a partir da análise metodológica de Nicola Badaloni, sob cuja tutela estudou na Universidade de Pisa. Em seu primeiro trabalho, Giuseppe Toniolo. Alle origini del partito cattolico (1984; Giuseppe Toniolo. As origens do Partido Católico ) – que resultou de sua dissertação em Filosofia – traçou a biografia intelectual do pensador Giuseppe Toniolo, resgatando sua figura de destaque no Movimento Católico, e lançando luz sobre seu papel na posterior fundação do primeiro Partido Católico em sua relação com a concepção marxista de sujeito político principal.
A mesma perspectiva histórico-filosófica define também sua segunda obra, intitulada Politica e diritto di resistenza. Kant ed Erhard: democrazia e libertà del soggetto (1987, A Política e o Direito de Resistência. Kant e Erhard: Democracia e Liberdade Humana ). Nesta obra, delimitou a relação entre o jacobinismo alemão, do qual Johann Benjamin Erhard é um dos autores mais representativos, e a teoria kantiana do direito público, da vontade política e da liberdade civil. Através dos conceitos de «resistência» e «insurreição», ela interpreta as teses de Erhard como uma tentativa de construir uma teoria do sujeito antagônico.

### Estudos culturais e teoria da identidade
Pela sua relação intelectual, académica e existencial com os Estados Unidos e com a dinâmica sociocultural deste país, Camaiti Hostert desenvolveu pela primeira vez temas relacionados com a literatura comparada (ver, por exemplo, o seu posfácio à edição americana do romance de Dacia Maraini, The Silent Duchess, Feminist Press 1998) e depois se deslocou para os Estudos Culturais com a análise das teorias pós-coloniais, especialmente com foco no sujeito subalterno e na construção da identidade.
Através desta pesquisa, Camaiti Hostert se envolve em um confronto às vezes crítico com muitos importantes teóricos culturais como Edward Said, Stuart Hall e Homi K. Bhabha e com pensadores políticos, como Antonio Gramsci. Seu principal trabalho neste campo de investigação é Passing. Dissolva a identidade, supere a diferença (Passing. Uma estratégia para dissolver identidades e remapear diferenças). Lidando com o complexo tema da Alteridade no que se refere ao movimento de mulheres italianas, especialmente às obras de Carla Lonzi e às teorias da diferença sexual, a análise de Passing aborda os estudos feministas, particularmente o ponto de convergência entre estudos pós-coloniais e de gênero (Gayatri C. Spivak, Bell Hooks, Teresa de Lauretis, Rosi Braidotti) e a partir daí expande sua reflexão para o processo de formação de qualquer identidade étnica e sexual.

### Estudos visuais e teoria do cinema
Os Estudos Visuais - que nasceram como um campo de pesquisa interdisciplinar na esteira dos Estudos Culturais Anglo-Americanos - tornaram-se desde o final dos anos 1990 o foco das pesquisas de Camaiti Hostert. Em Metix. Cinema globale e cultura visuale (Meltemi 2004, Metix. Cinema Global e Cultura Visual ) - obra que recolhe as descobertas de Camaiti Hostert durante esses anos - ela analisou a estrutura da visão, a dinâmica do olhar e os processos de produção de imagens no cinema contemporâneo (principalmente o cinema americano, mas não apenas Hollywood).
Os Estudos Visuais em geral e o trabalho de Camaiti Hostert em particular, interpretam as imagens não como objetos isolados, mas como agrupamentos de várias práticas que mudam o uso e o significado das próprias imagens: se o cinema representa o meio a partir do qual a análise de Camaiti Hostert partiu, sua análise se expande para todas as linguagens visuais, incluindo TV, publicidade, Internet. O trecho central do texto é a passagem da ideia de que uma imagem é capaz de significar algo, para o entendimento de que essa capacidade está ligada à formação da identidade do sujeito.
Segundo a teoria de Camaiti Hostert, os Estudos Visuais mostram as semelhanças entre a análise da cultura visual e a análise da construção das identidades e diferenças culturais, de gênero e étnicas, com atenção especial ao desmascaramento dos estereótipos visuais que têm representado as diversas formas de marginalidade.
Este trabalho está vinculado à pesquisa paralela de Camaiti Hostert no campo da Filmologia. Neste domínio de estudos, as duas coletâneas de ensaios de particular relevância (ambas editadas em 2002) são Sentire il cinema (2002; Feeling Cinema ) - integralmente composta por ensaios e entrevistas de Camaiti Hostert (com diretores como Bernardo Bertolucci, Fiorella Infascelli, Wilma Labate e Mario Martone) – e Cena italoamericana. Rappresentazioni cinematografiche degli italiani d'America editado com o estudioso ítalo-americano Anthony Julian Tamburri (Luca Sossella editore 2002, edição americana Screening Ethnicity. Cinematographic Representations of Italian Americans in the United States, Bordighera Press, 2002), incluindo ensaios de Ben Lawton, Fred Gardaphé, Alberto Abruzzese entre outros, bem como de Camaiti Hostert e Tamburri.

## Trabalhos selecionados
- Giuseppe Toniolo. Alle origini del partito cattolico, Pisa, ETS, 1984
- Politica e dirito de resistencia. Kant ed Erhard: democrazia e libertà del soggetto , Pisa, Servizio Editoriale Universitario, 1987.
- Passagem. Dissolva a identidade, supere a diferença, Roma, Castelvecchi, 1996. ISBN 9788886232692 (2ª ed. Roma, Meltemi 2006.ISBN 9788883534560; negociando. Passagem. Uma estratégia para dissolver identidades e remapear diferenças , Madison, Farleigh Dickinson University Press, 2007.ISBN 9780838641255).
- Posfácio da edição americana do livro de Dacia Maraini, The Silent Duchess, Nova York, Feminist Press, 1998 [ Postfazione alla edizione americana di D. Maraini, La lunga vita di Marianna Ucrìa ]. ISBN 9781558611948
- «Il tempo, la musica, le cose: entrevista a Bernardo Bertolucci» em Agalma. Rivista di estetica e studi culturali, No 1, giugno 2000.
- «Pulp Passion and Rusty Feelings» em Agalma. Rivista di estetica e studi culturali, No 1, giugno 2000.
- Sentire il cinema, Firenze, Casalini-Cadmo, 2002. ISBN 9788879232661
- com AJ Tamburri (a cura di) Scene italoamericane. Rappresentazioni cinematografiche degli italiani d'America, Roma, Luca Sossella editore, 2002.ISBN 9788887995251(trad.ing. Seleção de etnia. Representação cinematográfica de ítalo-americanos nos Estados Unidos, Florida Atlantic University-Boca Raton, Bordighera Press, 2002. ISBN 9781884419539)
- Introduzione all'edizione italiana di N. Mirzoeff, Introduzione alla cultura visuale, Roma, Meltemi, 2002.ISBN 9788883534546
- «L'identità in sottrazione» em V. Zagarrio (a cura di) Trevico-Cinecittà. L'avventuroso viaggio di Ettore Scola, Venezia, Marsilio 2002. ISBN 9788831780193
- Metix. Cinema global e cultura visual, Meltemi, Roma, 2004. ISBN 9788883533167
- «Identità di genere nel cinema italoamerican: Nancy Savoca e Marylou Tibaldo Buongiorno», in G. Muscio e G. Spagnoletti (a cura di), Quei bravi ragazzi. Il cinema italoamericano contemporaneo, Venezia, Marsilio Editori, 2007. ISBN 9788831792653
- Trump não é uma ficção. A nova América contata através da série televisiva , Milano-Udine, Mimesis, 2017.
- La vita nelle cose, Mantova, MnM Print Edizioni, 2019.